# Васо Радумило
Весељко-Вecо Радумило рођен је 1932. године у селу Машићи, општина Градишка.Умро је 1981. године. 
Рано је показао смисао за поезију. Прве пјесме објавио је још као ђак ниже гимназије.

## Биографија
У раном дјетинству изгубиo је мајку. Као млад би је заточеник усташког логора у Јастебарском. Мукотрпно и напорно дјетнство оставиће до краја живота на њега и његову поезију трајне трагове.
Прве радове објављује за "зидне новине". У сваком новом издању тих новина била је и његова пјесма.

## Дјела
Весељко-Вecо Радумило је прву своју збирку пјесама *Лирика* објавио у Бања Луци 1955. године. Другу збирку *Отворена врата* објавио је 1965. године. Више његових пјесама објављено је у угледним недељним новинама и часописима.
Смрт га је затекла док је припремао трећу збирку. Професор Милутин Вујић је приредио избор Радумилове поезије под називом *Далеко о љубави*. Његова књижевна заоставштина предата је на трајно чување Народној библиотеци у Градишци.